# Mistrzostwa Świata we Wspinaczce Sportowej 2018

Logo MŚ 2018 w Innsbrucku.

Mistrzostwa Świata we Wspinaczce Sportowej 2018 – 15. edycja mistrzostw świata we wspinaczce sportowej, która odbyła się w dniach 6–16 września 2018 w Olympiahalle w austriackim mieście Innsbruck. Konkurencję wspinaczki na czas Polki wygrały dublem; Aleksandra Mirosław zdobyła historyczne pierwsze dla Polski mistrzostwo świata, a Anna Brożek została wicemistrzynią.

## Harmonogram
| Wrzesień 2018       | 6 Cz | 7 Pt | 8 So | 9 Nd | 10 Pn | 11 Wt | 12 Śr | 13 Cz | 14 Pt | 15 So | 16 Nd |
| ------------------- | ---- | ---- | ---- | ---- | ----- | ----- | ----- | ----- | ----- | ----- | ----- |
| Wspinaczka sportowa | E    | E    | 1    | 1    |       | E     | E     | 2     | 1     | 1     | 2     |

Legenda
| E | Eliminacje |  | Finał (ilość) |

## Uczestnicy, konkurencje
Zawodnicy i zawodniczki podczas zawodów wspinaczkowych w 2018 roku rywalizowali w 8 konkurencjach. Łącznie do mistrzostw świata zgłoszonych zostało 834 wspinaczy z 58 państw (każdy zawodnik miał prawo startować w każdej konkurencji o ile do niej został zgłoszony i zaakceptowany przez IFCS oraz organizatora zawodów).
| Lp.   |           | ↓ Uczestnicy – konkurencje → |     | bouldering | prowadzenie | na czas | wsp. łączna |
| ----- | --------- | ---------------------------- | --- | ---------- | ----------- | ------- | ----------- |
| 1.    | Mężczyźni | 150                          | 124 | 125        | 87          |         |             |
| 2.    | Kobiety   | 112                          | 101 | 94         | 67          |         |             |
| Razem | Razem     | Razem                        | 262 | 225        | 219         | 154     |             |

### Reprezentacja Polski
- Kobiety:
  - w boulderingu: Ida Kups (zajęła 53 miejsce), a Anna Brożek, Patrycja Chudziak, Natalia Kałucka oraz Aleksandra Mirosław sklasyfikowane zostały na 92  miejscu,
  - w prowadzeniu: Ida Kups (zajęła 43 miejsce), Aleksandra Kałucka (73 .),  Natalia Kałucka (75 m.), Anna Brożek (81 m.), a Patrycja Chudziak (87 m.), a Aleksandra Mirosław była 97,
  - we wspinaczce na czas: Aleksandra Mirosław (zajęła 1 m.),  Anna Brożek (2 m.), Aleksandra Kałucka (4 m.), Patrycja Chudziak (5 m.), Natalia Kałucka (10 m.), a Ida Kups była 68,
  - we wspinaczce łącznej: Aleksandra Mirosław (zajęła 10 m.), Anna Brożek (16 m.), Aleksandra Kałucka (25 m.), Patrycja Chudziak (31 m.), Natalia Kałucka (36 m.), a Ida Kups była 44.
- Mężczyźni:
  - w boulderingu: Maciej Dobrzański (zajął 141 miejsce), a Marcin Dzieński był 146,
  - w prowadzeniu: Maciej Dobrzański (zajął 98 miejsce), a Marcin Dzieński był 123,
  - we wspinaczce na czas; Marcin Dzieński zajął 10 miejsce, a we wspinaczce łącznej był 21.

## Medaliści
| Konkurencja                         | Złoto                        | Srebro                           | Brąz                         |
| ----------------------------------- | ---------------------------- | -------------------------------- | ---------------------------- |
| Mężczyźni                           |                              |                                  |                              |
| bouldering (15.09) szczegóły        | Japonia · Kai Harada         | Korea Południowa · Chon Jong-won | Słowenia · Gregor Vezonik    |
| prowadzenie (9.09) szczegóły        | Austria · Jakob Schubert     | Czechy · Adam Ondra              | Niemcy · Alexander Megos     |
| wsp. na czas (13.09) szczegóły      | Iran · Reza Alipour          | Francja · Bassa Mawem            | Rosja · Stanisław Kokorin    |
| wspinaczka łączna (16.09) szczegóły | Austria · Jakob Schubert     | Czechy · Adam Ondra              | Niemcy · Jan Hojer           |
| Kobiety                             |                              |                                  |                              |
| bouldering (14.09) szczegóły        | Słowenia · Janja Garnbret    | Japonia · Akiyo Noguchi          | Serbia · Staša Gejo          |
| prowadzenie (8.09) szczegóły        | Austria · Jessica Pilz       | Słowenia · Janja Garnbret        | Korea Południowa · Kim Ja-in |
| wsp. na czas (13.09) szczegóły      | Polska · Aleksandra Mirosław | Polska · Anna Brożek             | Rosja · Marija Krasawina     |
| wspinaczka łączna (16.09) szczegóły | Słowenia · Janja Garnbret    | Korea Południowa · Sa Sol        | Austria · Jessica Pilz       |